# Yoshiaki Yoshimi
Yoshiaki Yoshimi (1946) é um professor japonês de História Moderna Japonesa na Universidade Chuo em Tóquio. Yoshimi é membro fundador do Center for Research and Documentation on Japan's war responsibility ("Centro para Pesquisa e Documentação da Responsabilidade de Guerra do Japão"). Nascido em Yamaguchi, ele estudou na Universidade de Tóquio.

## Trabalho acadêmico
Yoshimi publicou uma série de estudos importantes sobre os crimes de guerra perpetrados pelo Exército Imperial Japonês e pela Marinha Imperial Japonesa durante a parte inicial do Período Showa, incluindo o uso de armas químicas, por ordem do próprio imperador Hirohito.
Tornou-se mais conhecido por seu trabalho sobre as "mulheres de conforto", tendo descoberto as primeiras evidências documentais de que o Exército Imperial Japonês consituiu e administrou "postos de conforto". Um destes documentos era um aviso redigido em 4 de março de 1938 pelos assistentes dos chefes do estado-maior do Exército do Norte da China e da Força Expedicionária da China Central, intitulado "A Respeito do Recrutamento de Mulheres para os Postos de Conforto Militares" ("Concerning the Recruitment of Women for Military Comfort Stations" em inglês), declarando que "os exércitos da área controlarão a conscrição de mulheres". 
A publicação destas provas levaram ao reconhecimento do fato pelos secretários-chefes do gabinete, Koichi Kato, em 12 de janeiro de 1993, e Yohei Kono, em 4 de agosto de 1993.
Em julho de 2004, Yoshimi e o historiador Yuki Tanaka anunciaram a descoberta nos Australian National Archives de documentos que comprovavam o uso de gás cianureto contra prisioneiros de guerra australianos e holandeses, em novembro de 1944 nas ilhas Kai.
Em 17 de abril de 2007, Yoshimi e o historiador Hirofumi Hayashi anunciaram, durante entrevista coletiva de imprensa, a descoberta, nos arquivos do Tribunal de Tóquio, de documentos comprovando o uso de coerção, por parte de membros da Tokeitai contra mulheres da Indonésia, Indochina e China, forçadas a se tornarem escravas sexuais.

## Obras selecionadas
- Comfort women: Sexual slavery in the Japanese Military during World War II. Columbia University Press, 2002. ISBN 0231120333
- Yoshimi e Seiya Matsuno. Dokugasusen Kankei Shiryô II ("Materiais sobre uso bélico de gás venenoso"), Kaisetsu, Jûgonen sensô gokuhi shiryôshû, Funi Shuppankan, 1997